# Dieter Birr
Dieter Birr (Koszalin, 18 maart 1944) is een Duitse rockmuzikant (zang, gitaar) en componist. Hij was jarenlang lid van de rockband Puhdys, die in 2016 werd ontbonden..

## Biografie
Dieter Birr - geboren in 1944 in Polen- werd in het marxistische Oost-Duitsland opgeleid als universele slijper en leerde zichzelf tegelijkertijd gitaar spelen. Van 1966 tot 1972 studeerde hij dansmuziek, muziektheorie en gitaar aan de Friedrichshain Music School in Oost-Berlijn. Tot 1969 was hij lid van de bands Telestars, Luniks (o.a. met Fritz Puppel), Jupiters en het Evgeni-Kantschew-Quintet. In 1969 werd hij frontman van de Puhdys, die de commercieel meest succesvolle rockband in de geschiedenis van de DDR werd. Birr componeerde ongeveer 250 nummers voor de band. Hij kreeg zijn bijnaam 'machine', nadat bandmaat Peter Meyer hem een 'vreetmachine' had genoemd. In 1974 werd Birr gezien in een bijrol in de DEFA-film Wahlverwandschaften. In 1986 bracht Amiga zijn eerste soloalbum Intim uit, dat commercieel niet succesvol was. Ondertussen was hij tekstschrijver, onder andere voor Dunja Rajter en de Wildecker Herzbuben.
Julia Neigel, Wolfgang Niedecken en Toni Krahl werkten in 2014 mee op zijn tweede soloalbum Maschine als duetpartner. Naast nieuwe stukken bevat het album enkele nieuwe opnamen van bekende Puhdys-hits, waaronder Geh zu ihr en Wenn ein Mensch lebt uit de jaren 1970. Birrs autobiografie Machine - Die Biografie verscheen ook op zijn 70e verjaardag in 2014. In 2016, na de ontbinding van de Puhdys, werd het derde soloalbum Neubeginner uitgebracht. In 2017 zong hij samen met Romano de song Karl May, dat verscheen op zijn album Copyshop. In 2019 trad hij bij songs op Banz op met Julia Neigel.
Eind 2019 claimde Birr het exclusieve auteursrecht als componist van de vroege nummers van de Puhdys, waarin de band tot nu toe als componistencollectief is gespecificeerd. Het was bekend dat de band sinds 2013 in conflict stond met Birr.

## Privéleven
Birr woont in Neuenhagen bij Berlijn en is sinds 1979 in een tweede huwelijk getrouwd. Hij heeft twee kinderen. Zijn zoon Andy Birr is gitarist en drummer van de popband Bell, Book & Candle.

## Onderscheidingen
1982: Nationale prijs van de DDR II. Klasse voor kunst en literatuur voor alle leden van de Puhdys voor de standaardprestaties bij de creatie en interpretatie van nationaal en internationaal populaire rockmuziek van de DDR

## Discografie
- 1986: Intim (Amiga)
- 2014: Maschine (Universal Records)
- 2016: Neubeginner (Heart of Berlin)
- 2018: Alle Winter wieder (Universal Records)

## Autobiografie
- Maschine – Die Biografie. Samen met Wolfgang Martin. Neues Leben, Berlin 2014, ISBN 978-3-355-01818-0.

- Gemeinsame Normdatei: 134329775
- International Standard Name Identifier: 0000 0000 7880 910X
- Library of Congress Control Number: no2016013250
- MusicBrainz: d6f3a7e1-3ab0-45dd-b424-4757b7575615
- Nationale Bibliotheek van Tsjechië: xx0094035
- Virtual International Authority File: 65220968
- WorldCat: E39PBJhH3GtVTyfWKwTrhQFMyd